# IMOSA
La société IMOSA - Industrias del MOtor S.A. a été créée le 17 novembre 1950. 

## Histoire
Le premier conseil d'administration de la nouvelle société IMOSA était constitué de Arturo Echevarría Uribe - Président de Bilbao, Javier Ybarra Bergé - vice-président d'Algorta, Julio Rentería Fernández de Velasco - directeur général de Barcelone, Eduardo López Sanz - secrétaire de Bilbao, Santiago Griñó Rabert - directeur général de Vitoria et les allemands Richard Bruhn, Carl Hahn et Ernst Krieger, Luis Olábarri Zubiría de Bilbao, Ceferino Uríen Leicegui et Agustín Beltrán de Heredia Madinaveitia (partenaire fondateur de "Motores y Vehículos SA - MOVESA", ainsi que Félix Huarte Goñi, Pío Sarralde Sáez de Heredia, Miguel Guinea Elorza et Francisco X. Almirall Castells.
La société a d'abord été enregistrée au RCS de Barcelone afin de profiter de la licence détenue par "Automóviles Eucort SA", une société en dépôt de bilan qui fabriquait depuis 1948 des modèles DKW sous licence de la société allemande Auto Union A.G..
Le 9 novembre 1951, IMOSA déplace son siège social à Vitoria-Gasteiz et en décembre, signe son premier contrat de licence avec Auto Union et procède à une forte augmentation de son capital social. Avec l'appui de la mairie de Vitoria et du député local, la société acquiert un terrain de 14 ha pour y construire son usine. Les travaux ont débuté en 1953. Le 20 mars 1954, le premier véhicule sortait des chaînes, un modèle DKW F 89L, variante du "DKW Schnellaster" assemblé en CKD. La production complète des fourgonnettes a commencé l'année suivante. L'augmentation de la production a été rendue possible grâce à la collaboration de la société "Industrias de Mendoza S.A." qui a été constituée le 3 mai 1957 et de "Industrias Auxiliares del Automóvil S.A. - INAUTO", qui assuraient la fabrication et le montage des carrosseries spéciales des modèles.
Le 8 janvier 1959, la société "Comercio e Industria Alaveses del Automóvil S.A. - CIADASA", est créée pour la vente et la distribution des véhicules. 
En 1963, la société comptait 1.841 salariés. Cette même année, IMOSA obtint du constructeur allemand Auto Union l’exclusivité mondiale pour la fabrication du modèle DKW F1000L modèle équipé du vieux (car très ancien et jamais remis à jour) moteur DKW 2 temps 3 cylindres de 881 cm3, disposant d'une charge utile de une tonne. Face à l'évidence et au quasi rejet du nouveau modèle, IMOSA doit, dès 1964, lancer la version DKW F1000D équipée du  moteur diesel Mercedes-Benz OM636, fabriqué sous licence par "ENMASA", une société du groupe public espagnol INI, implantée à Barcelone.
L'année suivante, IMOSA présente le F1500D, une fourgonnette de plus grande capacité, dont le châssis et la carrosserie sont fabriqués par "Sicca Española S.A.", une filiale d'IMOSA. En 1965, le groupe allemand Auto Union, qui appartenait à Daimler-Benz, est revendu a son concurrent direct Volkswagen qui voulait transformer IMOSA en une grande usine de voitures de tourisme avec une production annuelle envisagée de 125.000 unités. 
En 1966, le projet est refusé par le Ministère de l'Industrie espagnol, ce qui déplaira fortement à la direction de Volkswagen. En 1967, IMOSA rachète "Borgward-Iso Española S.A.". En 1968/69, Le constructeur allemand Volkswagen prend une forte participation (50%) dans le capital d’IMOSA. En 1972, IMOSA et ses filiales CIADASA, INAUTO, Sicca Española et CIASA fusionnent avec la "Compañía Hispano-Alemana de Productos Mercedes-Benz - CISPALSA", société créée en 1969 et contrôlée par Daimler-Benz, donnant lieu à "Compañía Hispano Alemana de Productos Mercedes-Benz y Volkswagen S.A." - MEVOSA. Son capital était ainsi réparti : Mercedes-Benz 27,5%, Volkswagen 27,5%, INI 24%, Banco de Bilbao, Banco de Vizcaya, Grupo Echeverría et autres actionnaires privés 21%.
La production des fourgonnettes se poursuit dans l'usine de Vitoria-Gasteiz et le siège social est transféré à Madrid. En 1975, le modèle Mercedes-Benz N1000 remplace les DKW F1000L & D. En 1976, INI et Daimler-Benz rachètent la participation de Volkswagen à parts égales. Le modèle Mercedes-Benz N1300 a été intégré à la production. 
En 1980, Daimler-Benz devenu l'actionnaire majoritaire avec 52,13% du capital, prend ainsi le contrôle de l'entreprise. L'année suivante, MEVOSA est renommée Mercedes-Benz España S.A.. Le constructeur allemand détient 53,85% du capital, INI 40,38% et les autres 5,77%. CIADASA devient "Comercial Mercedes-Benz S.A.", abandonnant la commercialisation des marques du groupe Volkswagen. En 1983, le groupe saoudien "Overseas Lending Corporation" entre au capital de la société. La nouvelle répartition est alors : Daimler-Benz 56%, INI 25,44%, OLC 15,91% et 2,65% autres.
La production des carrosseries et l’assemblage de véhicules est maintenant concentrée dans l'usine de Vitoria et la partie mécanique est restée à Barcelone. En 1987, le modèle Mercedes-Benz MB100 est lancé. 
En 1989, Daimler-Benz remonte à 87,55% du capital en rachetant les parts de l’INI. En 1995, la fourgonnette Vito est mise en production dans l'usine de Vitoria.

## Les modèles produits
- 1954/55 - Auto Union-IMOSA F89L
- 1955/59 - Auto Union-IMOSA F89L/52
- 1960/63 - Auto Union-IMOSA F800S
- 1963/75 - Auto Union-IMOSA F1000
- 1964/75 - Auto Union-IMOSA F1000 D
- 1965/75 - Auto Union-IMOSA F1500 D
- 1975/86  - Mercedes-Benz N1000
- 1976/86  - Mercedes-Benz N1300
- 1987/95 - Mercedes-Benz MB100
- 1996/2003 - Mercedes-Benz Vito
- 2003/2014 - Mercedes-Benz Viano
- 2003/2014 - Mercedes-Benz VitoII
- 2014/ x - Mercedes-Benz Vito III

## Galerie

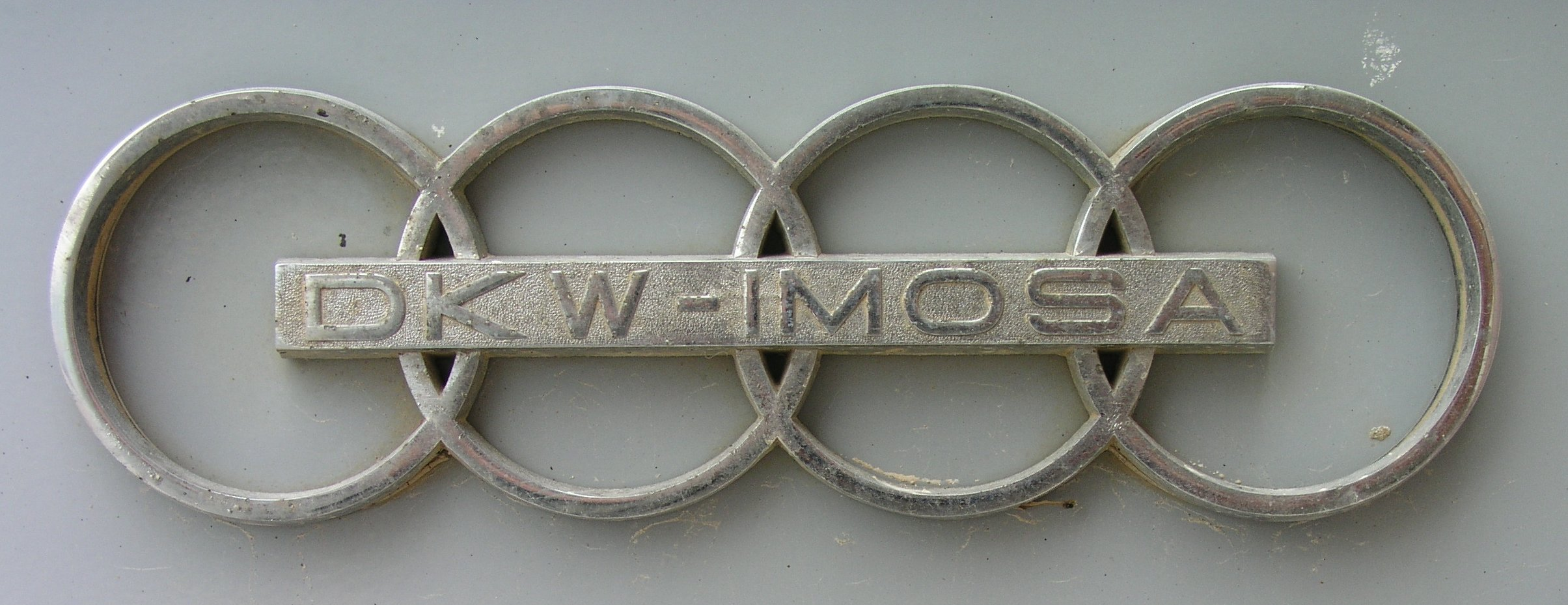
Logo Auto Union - IMOSA
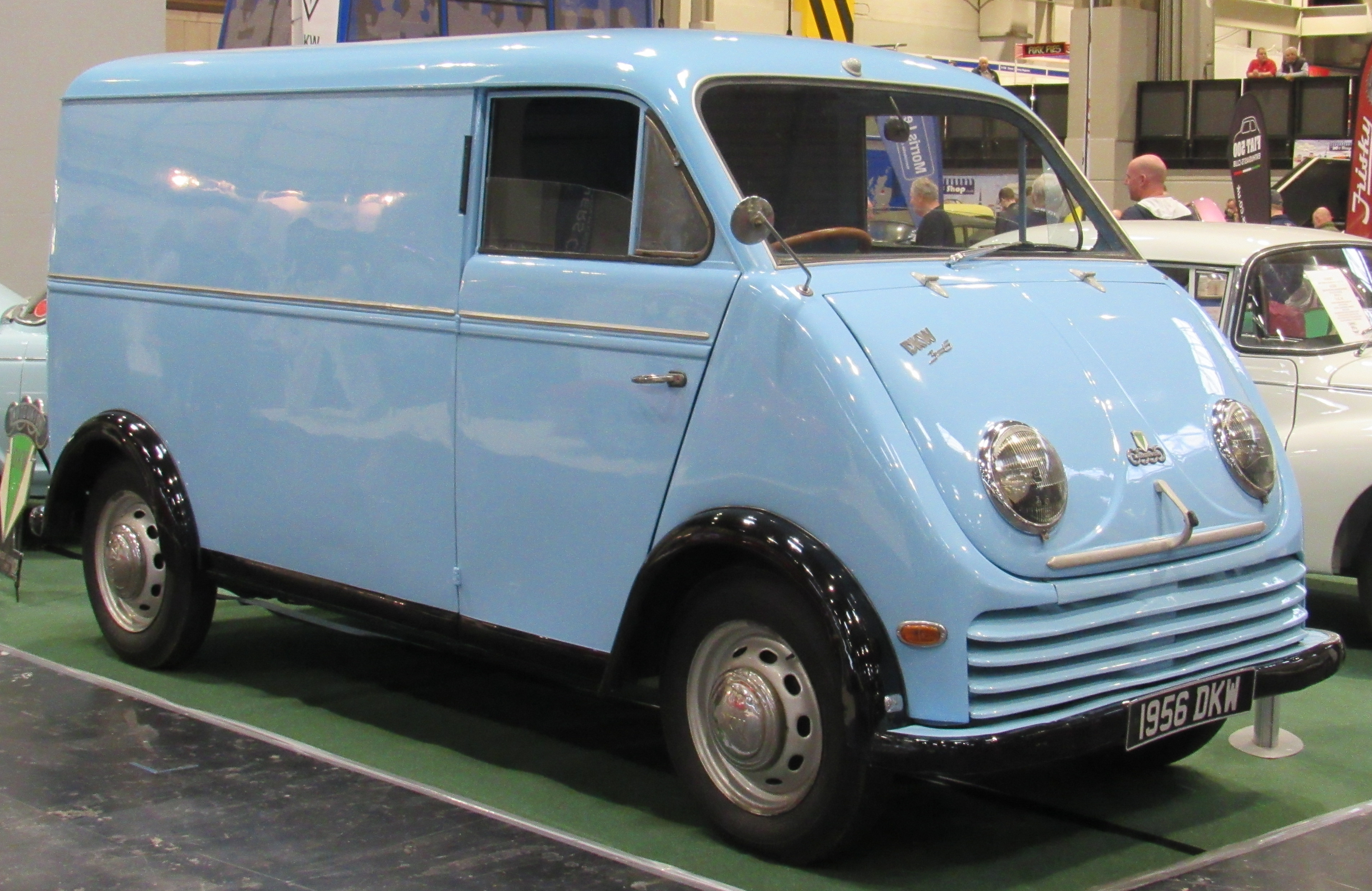
Auto Union-IMOSA F89L
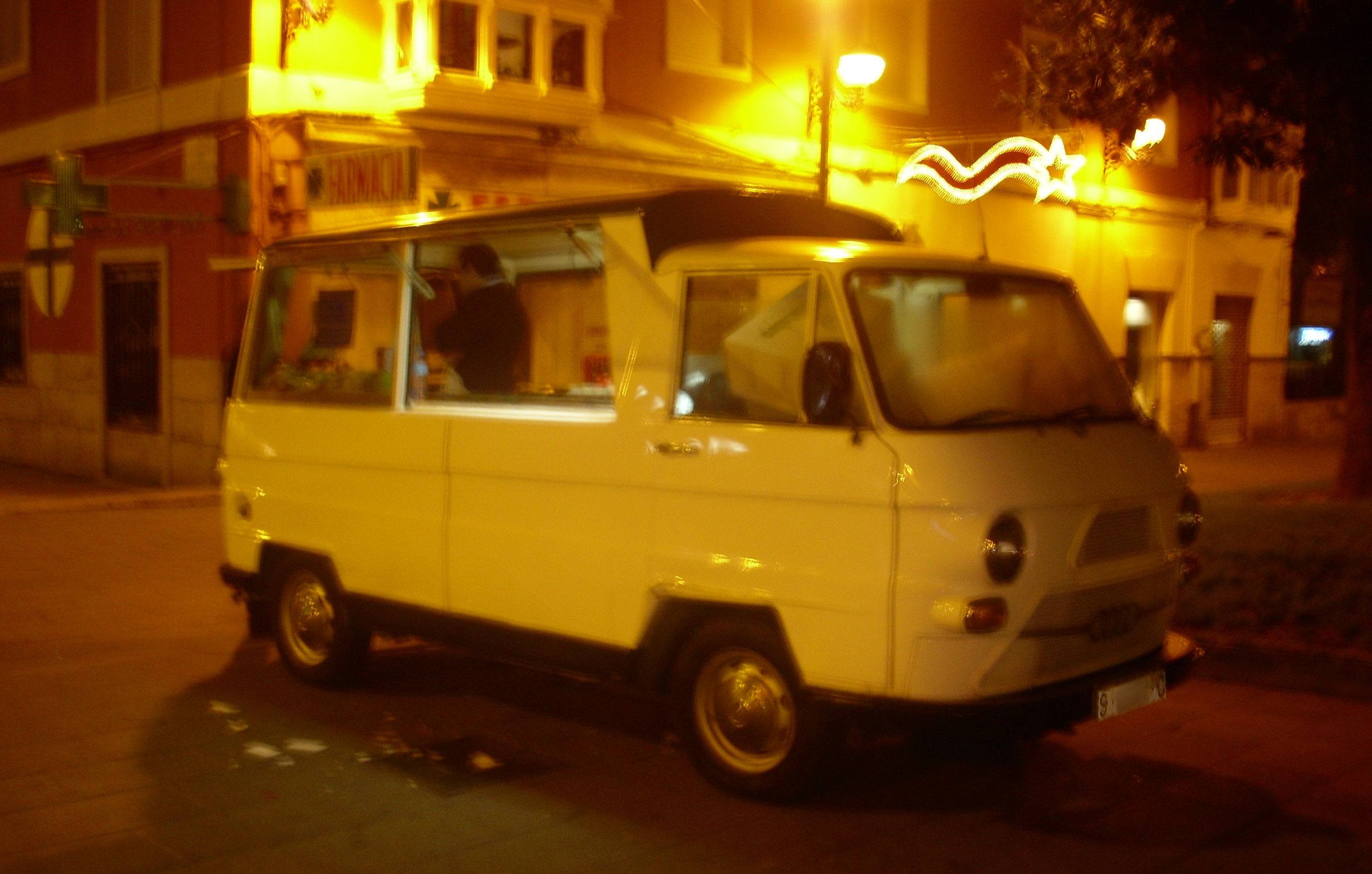
Auto Union-IMOSA F1000
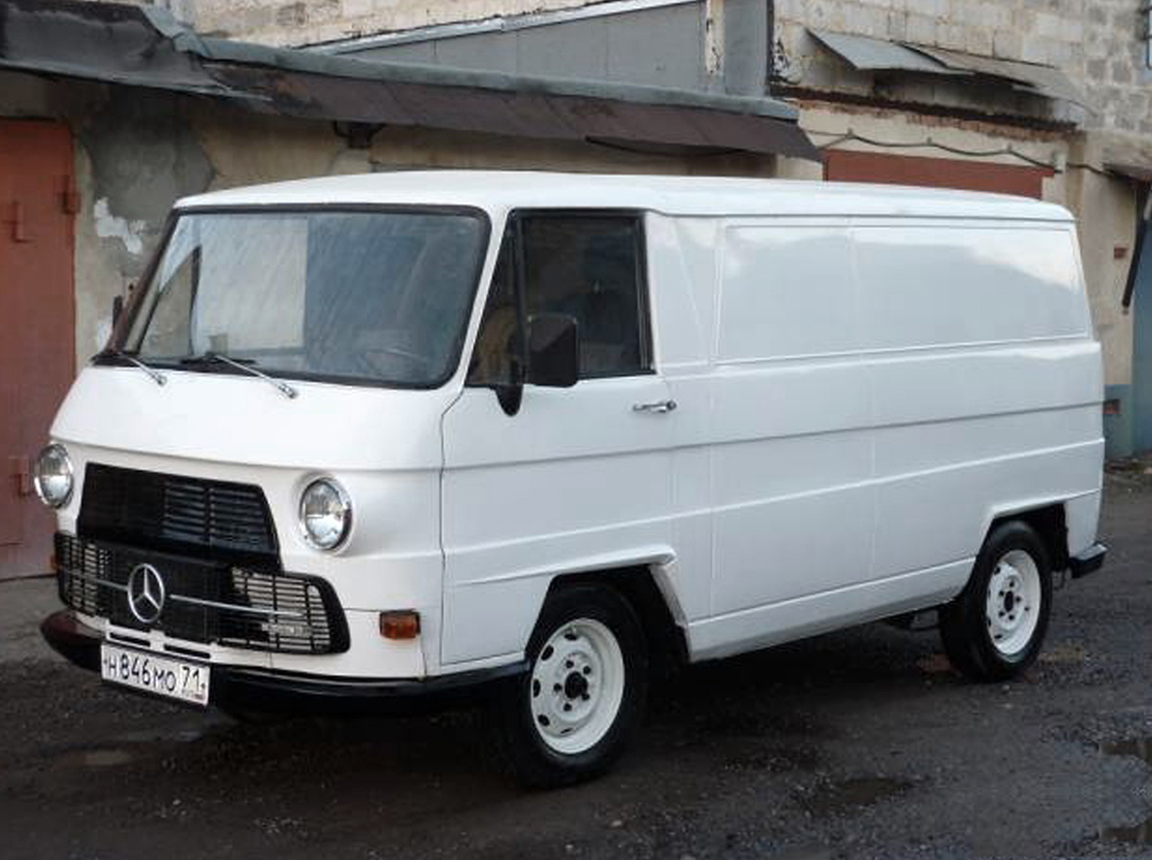
Mercedes-Benz N1300
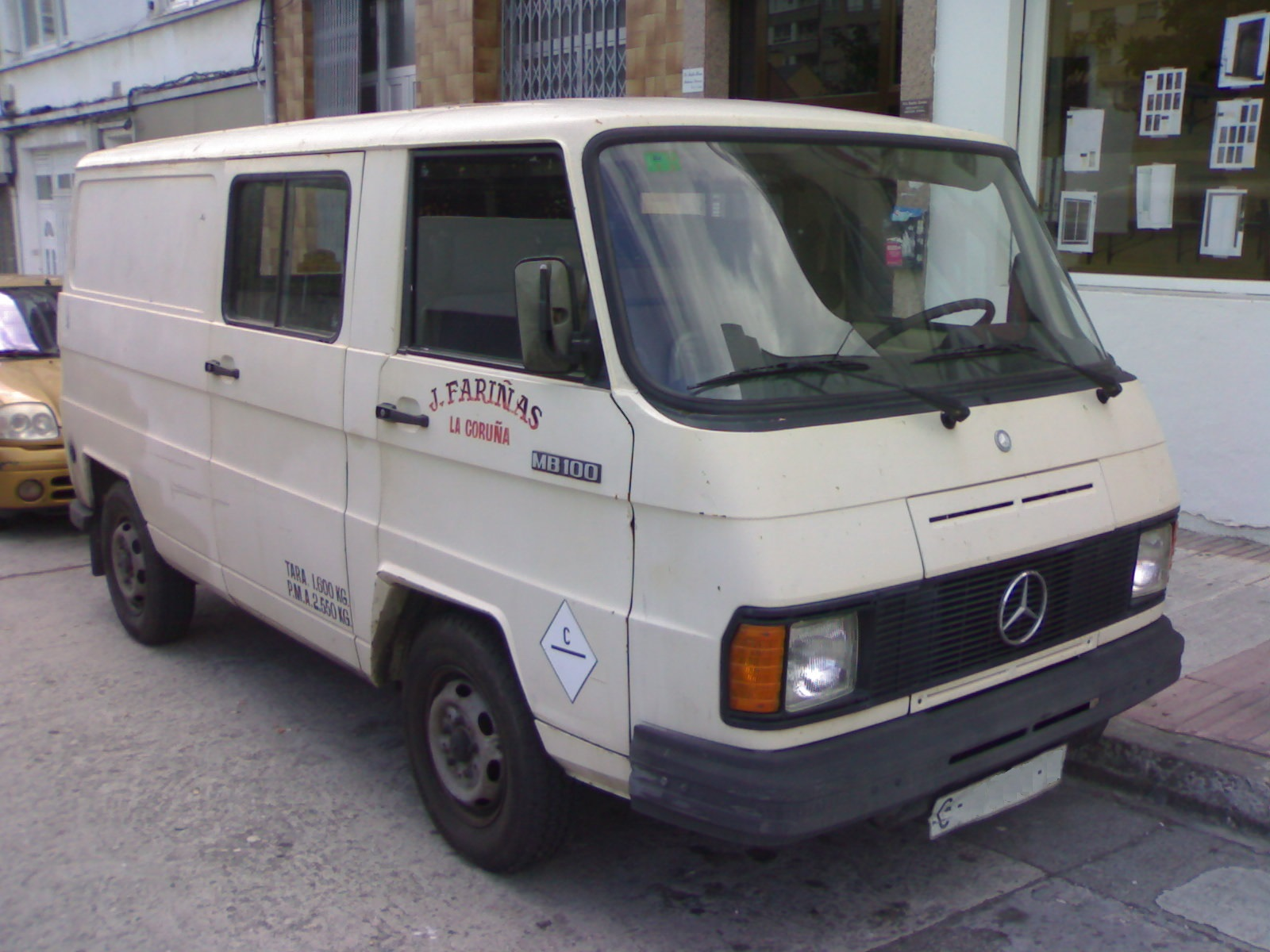
Mercedes-Benz MB100
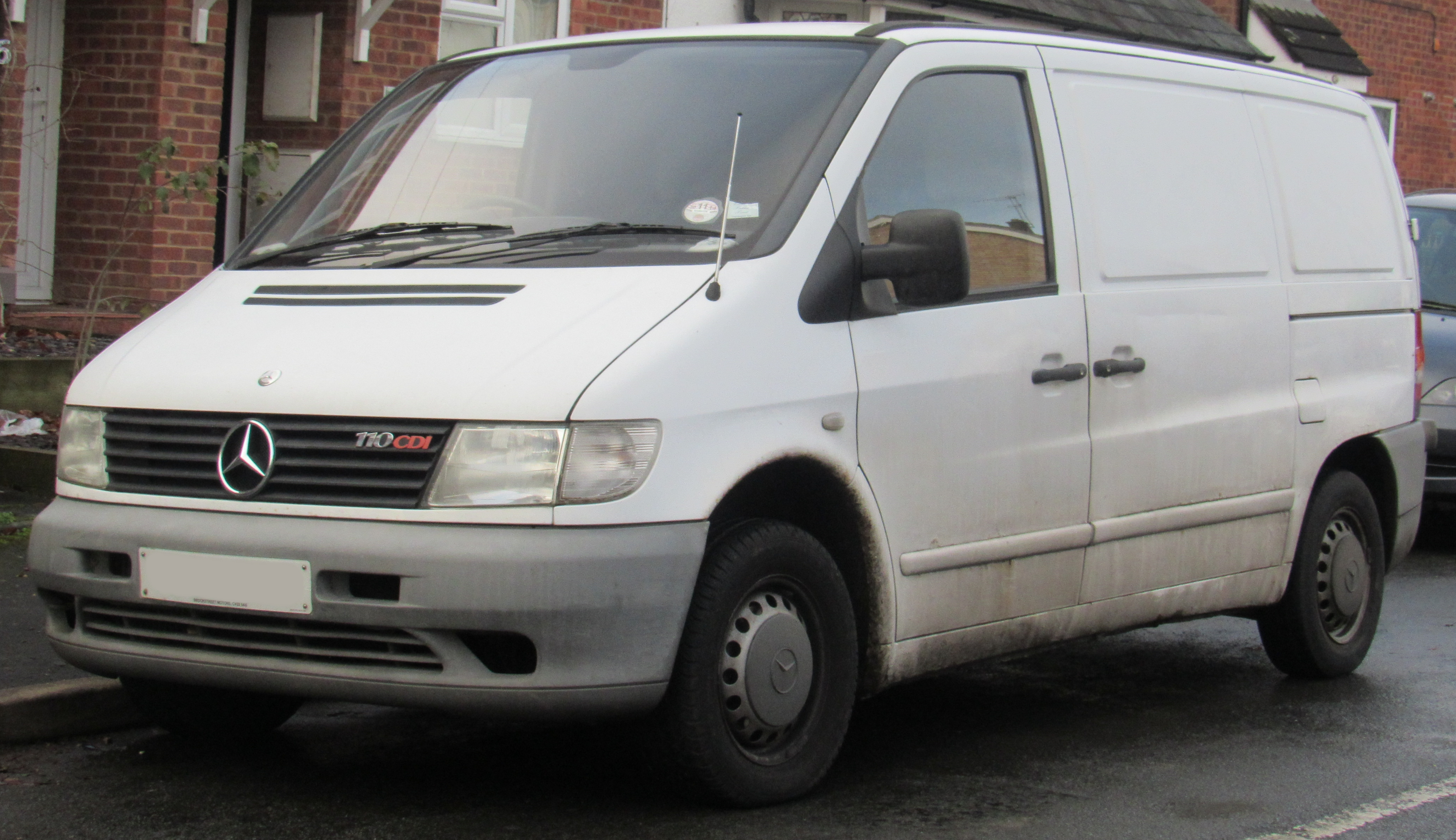
Mercedes-Benz Vito I
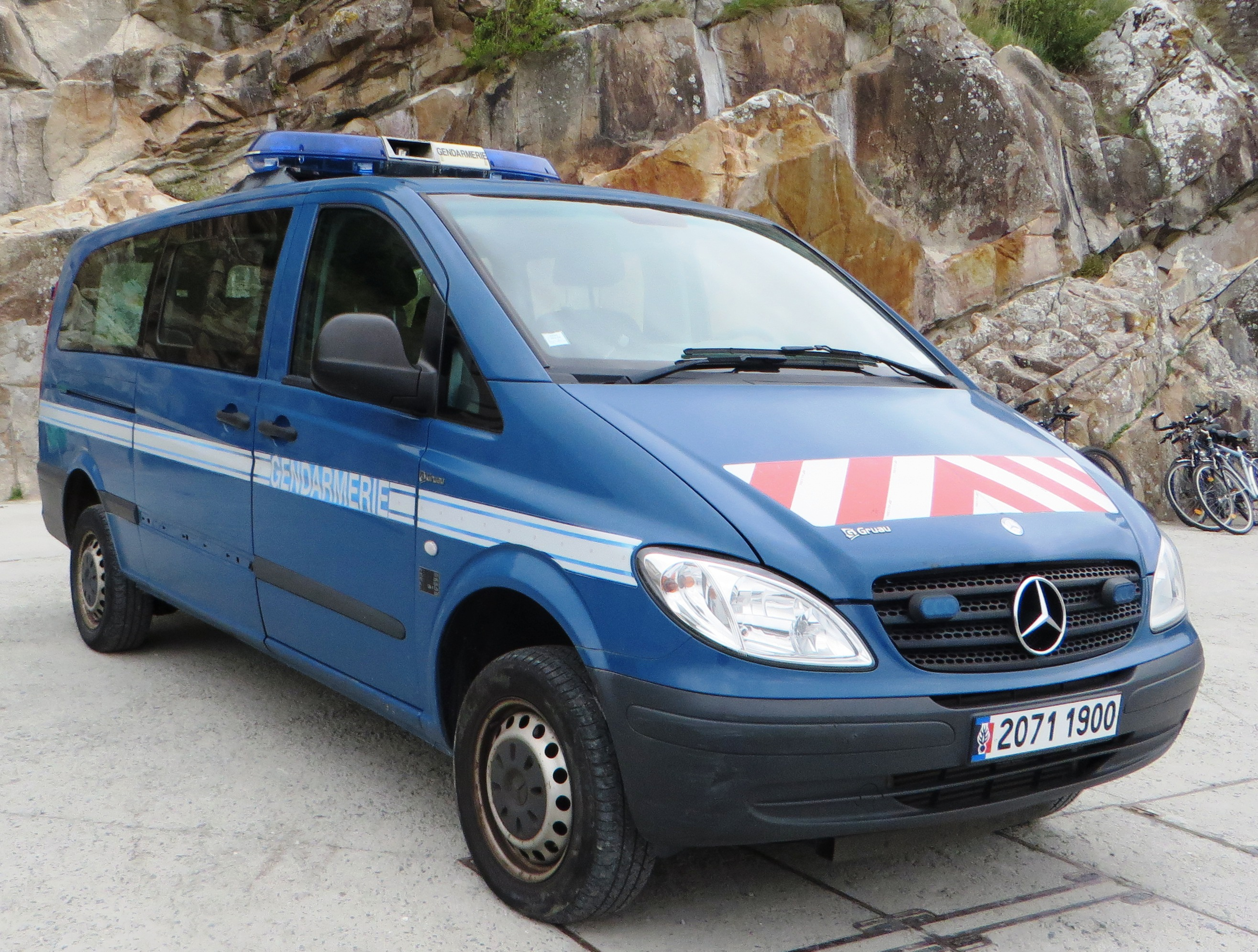
Mercedes-Benz Vito II (Gendarmerie)
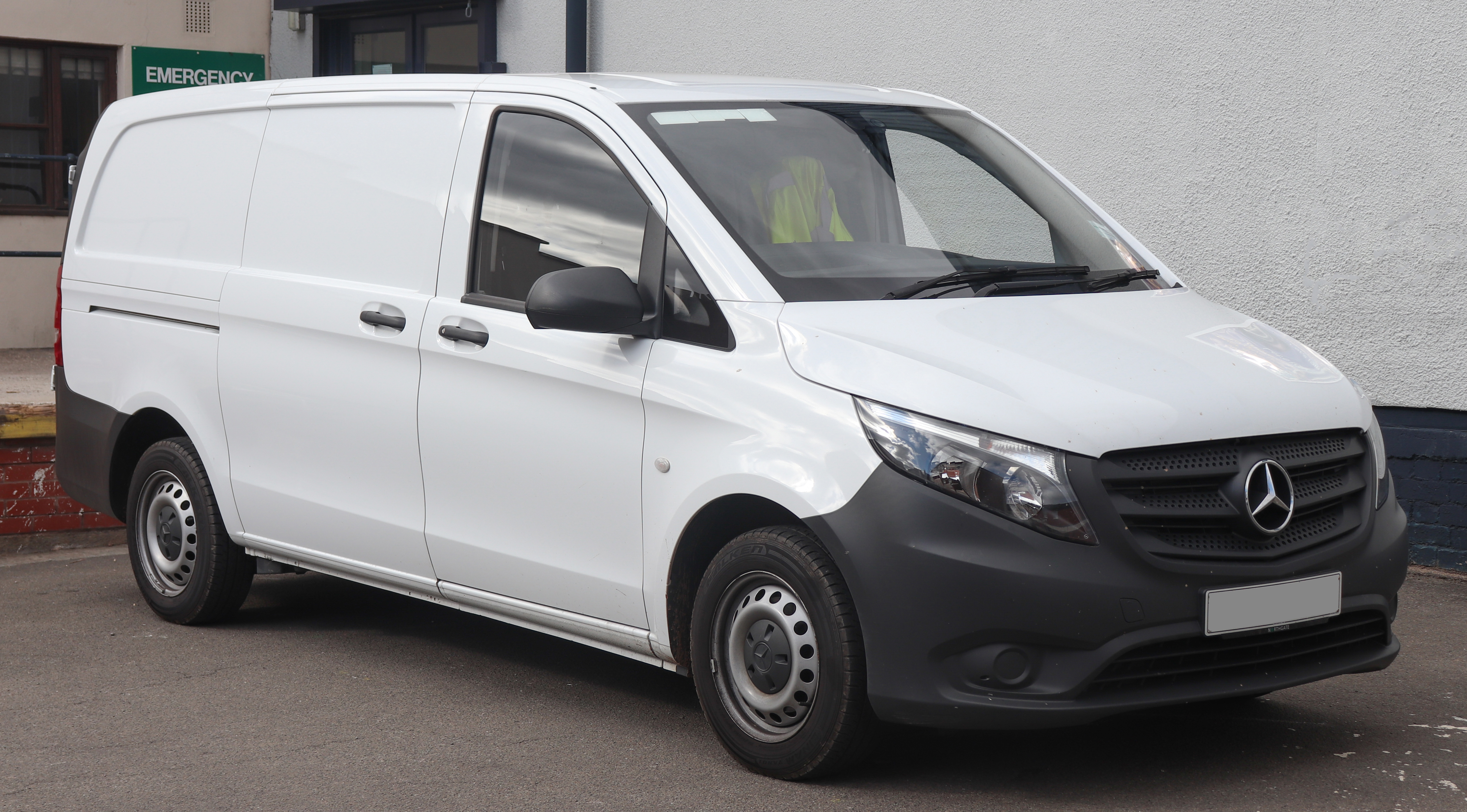
Mercedes-Benz Vito III